# TAKE OFF (宝塚歌劇)
『TAKE OFF』（テイク オフ）は宝塚歌劇団によって制作された舞台作品。雪組公演。形式名は「ショー」。16場。作・演出は石田昌也。一路真輝の大劇場トップスターお披露目公演であった。併演作品は『天国と地獄 -オッフェンバック物語-』。

## 公演期間と公演場所
- 1993年5月14日 - 6月21日　宝塚大劇場[1]
- 1993年8月4日 - 8月29日　東京宝塚劇場[2]

## 解説
※『宝塚歌劇100年史（舞台編）』の宝塚大劇場公演参考。
タイトルの「TAKE OFF」は新生雪組が、限りない未来に向かって"離陸する""飛翔する"という意味。新トップスターの一路真輝の新たな魅力を引き出すだけでなく、プロローグでは雪組讃歌を学ラン姿で合唱するなど、雪組全体の勢いを感じさせる斬新なアイデアが所々に散りばめられている。新鮮かつ野心的なバラエティ・ショー。

## スタッフ
※氏名の後ろに「宝塚」、「東京」の文字がなければ両劇場共通。
- 作曲[1]・編曲[1]：高橋城/南安雄/西村耕次
- 音楽指揮：小高根凡平（宝塚）[1]、清川知巳（東京）[2]
- 振付[1]：喜多弘/藍エリナ/室町あかね/関根玲子
- 装置：石濱日出雄[1]
- 衣装[1]：田口美香/有村淳
- 衣装監修：任田幾英[1]
- 照明：今井直次[1]
- 音響：加門清邦[1]
- 三味線：本條秀太郎[1]
- 小道具：万波一重[1]
- 効果：市成秀二[1]
- 演出助手[1]：中村一徳/加藤誠
- 装置補[1]：新宮有紀/広森守
- 舞台進行：恵見和弘[1]
- 録音協力：阪急少年音楽隊[1]
- 制作：古澤真[1]
- 製作担当：横山美二（東京）[2]

## 配役
※下記のデータは宝塚・東京共通。
- 歌手S、スパニッシュの青年、コマンドゥS - 一路真輝[1]
- 歌手S、スペインの美女、折り紙A - 紫とも[1]
- 合唱の男、マミー - 京三紗[1]
- 合唱の男、スペインの男A - 飛鳥裕[1]/亜実じゅん[1]
- 合唱の男、スペインの男A、スーパーマン - 古代みず希[1]
- 合唱の男、ビビアン・リー - 小乙女幸[1]
- 合唱の男、クラーク・ゲーブル、スペインの男A - 泉つかさ[1]
- ジュリー・アンドリュース、スペインの美女 - 早原みゆ紀[1]
- 合唱の男、スパニッシュの青年、コマンドウ - 海峡ひろき[1]
- 歌う男、スパニッシュの青年、旅の青年 - 高嶺ふぶき[1]
- 歌う男、レスキュー隊長、スパニッシュの青年 - 轟悠[1]
- 花嫁 - 朝霧舞[1]
- スパニッシュの青年、マタドール、恋人 - 香寿たつき[1]
- ハリウッドシンガー - 毬丘智美[1]/渚あき[1]
- 合唱の男、コマンドウ - 有未れお[1]
- ハリソン・フォード、スペインの青年、コマンドウ - 和央ようか[1]
- ハリウッドシンガーA、恋人 - 純名里沙[1]